# Vladyslav Kryščyšyn
Vladyslav Vasyl'ovyč Kryščyšyn (in ucraino Владислав Васильович Крищишин?; Leopoli, 19 novembre 1946 – Leopoli, 8 aprile 2001) è stato un sollevatore sovietico di origine ucraina campione mondiale ed europeo che gareggiò nella categoria dei pesi mosca (fino a 52 kg.).

## Biografia
Nel 1969 Kryščyšyn, dopo aver vinto il campionato nazionale sovietico, venne convocato per i successivi Campionati mondiali ed europei di Varsavia, dove riuscì a conquistare la medaglia d'oro con 337,5 kg. nel totale di tre prove.
L'anno seguente vinse la medaglia d'oro ai Campionati europei di Szombathely con 340 kg. nel totale, mentre ai Campionati mondiali di Columbus dello stesso anno non riuscì a classificarsi per aver fallito i tre tentativi nella prova di slancio, dopo aver chiuso al 3º posto provvisorio le prove di distensione lenta e di strappo.
Successivamente non ebbe più risultati di rilievo nelle grandi competizioni internazionali.
Nel corso della sua carriera stabilì ben 15 record del mondo, di cui sette nella prova di distensione lenta, quattro nella prova di slancio e quattro nel totale di tre prove.
Laureatosi in Medicina, lavorò come dentista.
Morì l'8 aprile 2001 e fu sepolto a Leopoli nel cimitero Janivs'kyj.